# O dostojeństwie Uniwersytetu

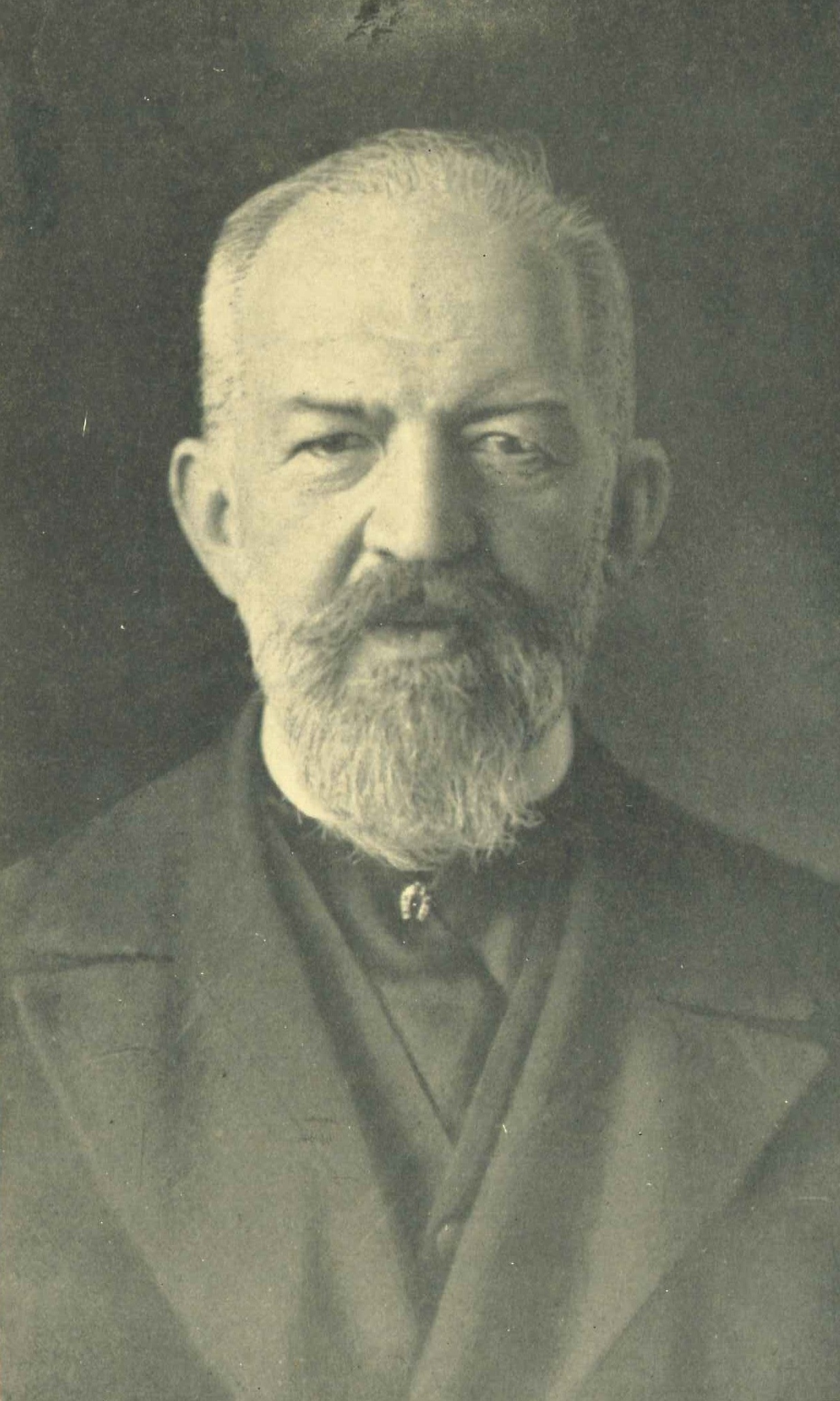
Prof. Kazimierz Twardowski

O dostojeństwie Uniwersytetu – wykład prof. Kazimierza Twardowskiego, wygłoszony 21 listopada 1932 w auli Uniwersytetu im. Jana Kazimierza we Lwowie w odpowiedzi na przyznanie mu doktoratu honoris causa Uniwersytetu Poznańskiego.

## Geneza
21 maja 1930 na wniosek Rady Wydziału Humanistycznego Uniwersytetu Poznańskiego przyznano profesorowi Kazimierzowi Twardowskiemu stopień naukowy doktora honoris causa. Z uwagi na zły stan zdrowia, profesor przyjął wyróżnienie we Lwowie, dokąd to udała się delegacja z Poznania w składzie: prof. Jan Sajdak, prof. Ludwik Jaxa-Bykowski i prof. Stefan Błachowski (promotor). Doktorat wręczono 21 listopada 1932 w auli lwowskiego Uniwersytetu, w obecności rektora Adama Gerstmanna, senatu, przedstawicieli władz świeckich i duchownych, a także licznych studentów. W przemówieniach podkreślano istotną rolę uniwersytetów kresowych na obu krańcach odrodzonego państwa polskiego. Przypomniano doktoraty honoris causa przyznane przez poznański uniwersytet profesorom UJK (Oswald Balzer, Władysław Abraham, Edmund Porębowicz). W odpowiedzi na te wystąpienia prof. Twardowski wygłosił przemówienie zatytułowane O dostojeństwie Uniwersytetu, które pisał w 1931, a uzupełniał we wrześniu i listopadzie 1932. Sam nazwał je „rodzajem testamentu mego uniwersyteckiego”.
Uniwersytet Poznański opublikował mowę w 1933, w nakładzie 500 egzemplarzy (18 stron), z czego 100 na eleganckim papierze czerpanym. Reprint, wraz z tłumaczeniem angielskim (prof. Olgierd Adrian Wojtasiewicz) wydał UAM w 2011 w ramach obchodów 400-lecia tradycji uniwersyteckich w Poznaniu i dekady jubileuszowej UAM (2009–2019).

## Budowa
Wykład dzieli się na 17 numerowanych akapitów o następujących treściach:
1. Wyrazy wzruszenia.
2. Charakter i rola doktoratu honoris causa.
3. Dochodzenie do prawdy obiektywnej jako źródło dostojeństwa Uniwersytetu.
4. Prawda obiektywna jako źródło pokoju i zażegnania konfliktów.
5. Niedocenianie roli nauki w Polsce, niedocenianie roli uniwersytetów.
6. Niezależność uniwersytetu podstawą jego bytu.
7. Uniwersytet nie może ulegać wpływom zewnętrznym.
8. Siła oddziaływania uniwersytetów na społeczeństwo.
9. Rola prawdy obiektywnej w kształtowaniu postaw studentów.
10. Rola profesorów i wykładowców.
11. Prawda obiektywna jako wyznacznik działania nauczyciela akademickiego.
12. Przynależność profesorów do organizacji ideologicznych wrogiem poszukiwania prawdy obiektywnej.
13. Władza, zaszczyty, ambicje i pieniądz przeszkodami w poszukiwaniu prawdy obiektywnej.
14. Brak aktywności pozanaukowej (społecznej) nie jest wadą badacza, bo wyniki jego pracy są wkładem w rozwój społeczeństwa.
15. Niezależna i międzynarodowa Rzeczpospolita uczonych jest ojczyzną każdego naukowca.
16. Filozofia jako najważniejsza nauka pomagająca uzyskać przyjemność z dociekania prawdy.
17. Podziękowania za uzyskanie tytułu, który czyni profesora Twardowskiego ponaddzielnicowym, wspomnienie członkostwa w PTPN i ślubowanie pozostania wiernym ideałom nauki.